# Дачный (Целинский район)
Да́чный — хутор в Целинском районе Ростовской области.
Входит в состав Среднеегорлыкского сельского поселения.

## Население
| 2010 |
| ---- |
| 26   |

## Улицы
На хуторе имеется одна улица — Дачная.